# 德克薩斯大學阿靈頓分校
德克薩斯大學阿靈頓分校（英文原名：University of Texas at Arlington，亦簡稱為UTA，或UT-Arlington），為一所位於德克薩斯州阿灵顿市中心的國家級研究型大學。設立於1895年，原屬於德州農工大學系統，直到1965年正式加入德州大學系統。
據2024年秋季統計，德州大學阿靈頓分校在校學生人數達到41,613人，為德州大學系統中人數排名第二的學校（僅次於德州大學奧斯汀分校）。卡內基高等教育基金會（Carnegie Foundation）將UTA歸類為「R-1 - 最高學術研究活動 （页面存档备份，存于）」，此排名中的機構被認定為第一級（Tier One）機構，目前全美僅115所機構名列其中。《高等教育紀事報》將UTA譽為全美成長速度最快的公立研究型大學之一。目前德州大學阿靈頓分校提供81項大學學位、71項碩士學位以及31項博士學位。
德州大學阿靈頓分校同時經營位於沃斯堡的沃斯堡教育中心 （页面存档备份，存于）及UTA研究機構(UTARI （页面存档备份，存于）)。

## 學術聲望
卡內基高等教育基金會將UTA歸類為「最高活躍研究」機構，而新美國基金會將UTA評為為「新世代的大學」。
截至2016年，UTA擁有13位美國國家發明家學會成員的教授，亦是德州中最多人數，及全美中第二多人數的教育機構。
《普林斯頓評論》在「2016 最佳大學指南」中將UTA譽為西部最好的大學。
UTA工學院提供10項大學學位、14項碩士學位及9項博士學位。擁有超過7,000人數亦為德州第三大之工程大學，亦是《美國新聞與世界報導》中的全美最佳工學院排名中的前100名。
該校的護理及醫療創新學院為全國知名之課程，亦為美國五大公立護理課程其中之一，擁有超過125位教學成員及8,000位護理系學生。
德州大学阿灵顿分校商学院（College of Business）是德州北部最大的AACSB认证商学院之一，拥有超过57,000名校友网络，覆盖全球企业与机构。其**在职MBA项目**（Part-Time MBA）以灵活性和职业导向著称，2024年《美国新闻与世界报道》将其评为**全美在职MBA第58位** （页面存档备份，存于），并获《CEO Magazine》列为“Tier One”项目。